# Mainaschaff
Mainaschaff est une commune allemande de Bavière, située dans l'arrondissement d'Aschaffenbourg et le district de Basse-Franconie.

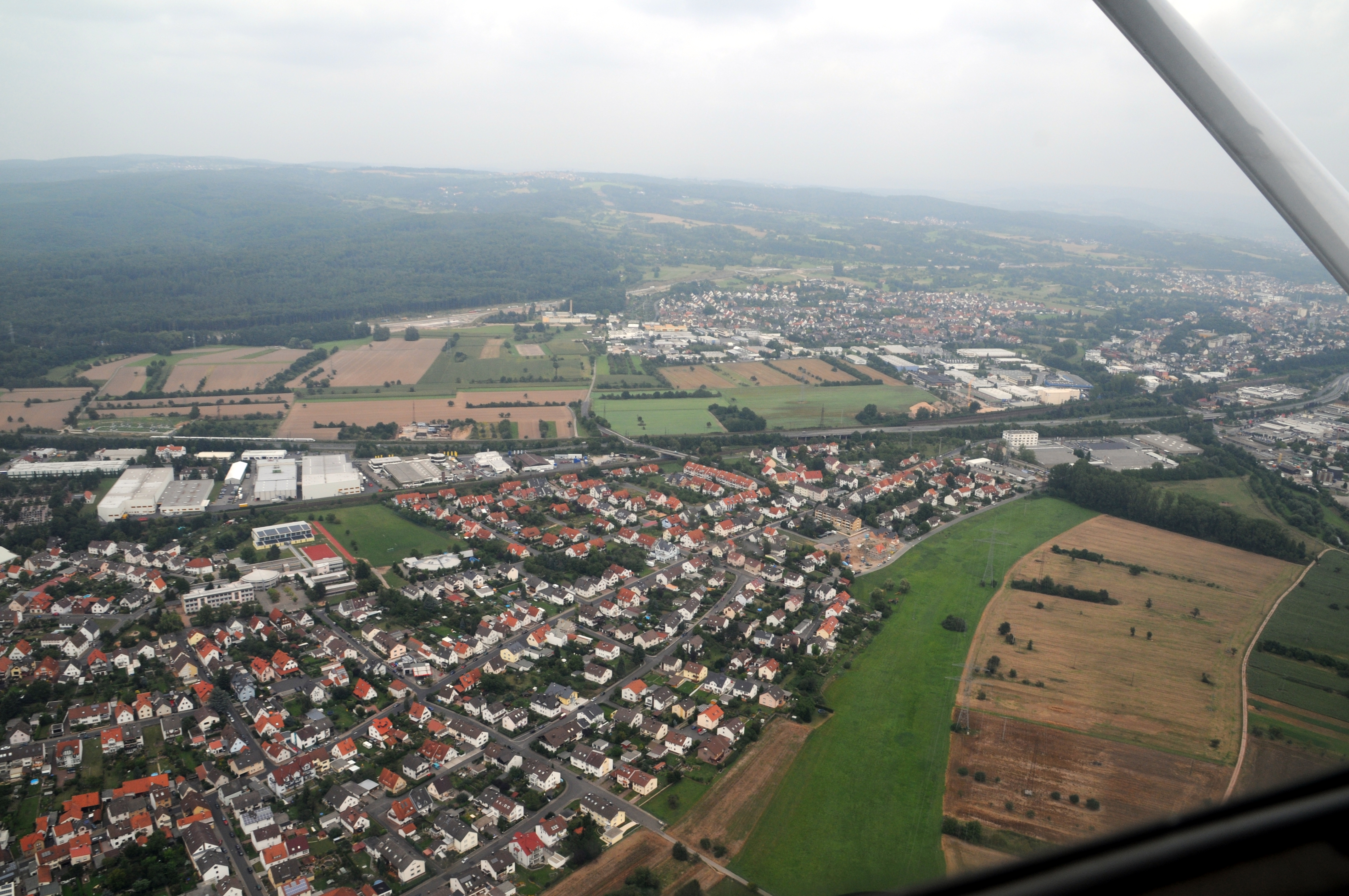
Vue aérienne de Mainaschaff

## Géographie

Situation de Mainaschaff dans l'arrondissement d'Aschaffenbourg

Mainaschaff est située sur la rive droite du Main, à 3 km à l'ouest d'Aschaffenbourg, dont elle est la banlieue.
La commune possède un vaste lac d'agrément (Mainparksee) de 24 ha, créé dans les années 1950 par le creusement de gravières consécutives à la construction de l'autoroute A3 et de plusieurs ponts et passerelles et entouré d'un grand parc, de plages.

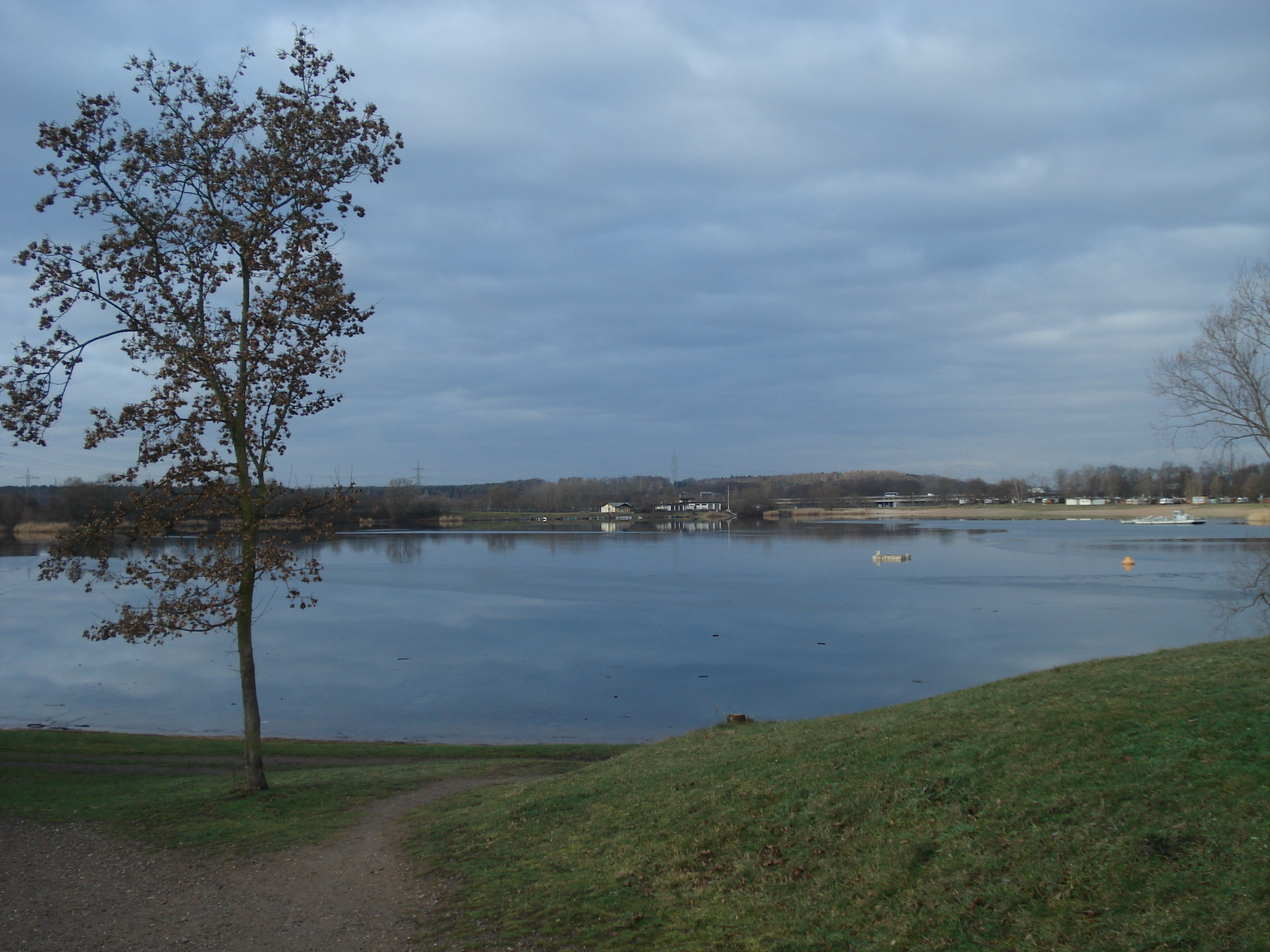
Le Mainparksee

## Histoire
La première mention écrite du village date de 1184 dans la charte de fondation de la cathédrale d'Aschaffenbourg émise par le Pape Lucius III.
Le village, qui faisait partie des domaines de l'Électorat de Mayence, a rejoint le royaume de Bavière en 1814. Ce n'est qu'en 1872 que Mainaschaff est devenue une commune indépendante.

## Démographie
| 1840 | 1900  | 1910  | 1933  | 1939  | 1961  | 1970  | 2000  | 2003  |
| ---- | ----- | ----- | ----- | ----- | ----- | ----- | ----- | ----- |
| 818  | 1 171 | 1 503 | 2 080 | 2 446 | 3 997 | 6 329 | 8 262 | 8 415 |

| 2009  | - | - | - | - | - | - | - | - |
| ----- | - | - | - | - | - | - | - | - |
| 8 332 | - | - | - | - | - | - | - | - |